# Сардинијски поточни даждевњак
Сардинијски поточни даждевњак или сардинијски планински мрмољак (лат. Euproctus platycephalus, енгл. Sardinian brook salamander, Sardinian mountain newt) је водоземац из реда репатих водоземаца (Caudata) и породице даждевњака и мрмољака (лат. Salamandridae). 

## Распрострањење
Ареал врсте је ограничен на једну државу. Италија (тачније Сардинија) је једино познато природно станиште врсте.

## Станиште
Станишта врсте су језера и језерски екосистеми, речни екосистеми и слатководна подручја. Врста је по висини распрострањена до 1.800 метара надморске висине, али најчешће од 400 до 800 метара.

## Угроженост
Ова врста се сматра угроженом.